# مومپئو
مومپئو (به ایتالیایی: Mompeo) یک کومونه در ایتالیا است که در استان ریتی واقع شده‌است.

## خصوصیات
مومپئو ۱۰٫۹ کیلومترمربع مساحت و ۵۴۸ نفر جمعیت دارد و ۴۵۷ متر بالاتر از سطح دریا واقع شده‌است.